# Rezat souabe
La Rezat souabe est une rivière allemande de 26,6 km de long qui coule dans le land de Bavière. Elle est un affluent de la Rednitz qu'elle forme en confluant avec la Rezat franconienne et donc un sous-affluent du Rhin.

## Source de la traduction
- (de) Cet article est partiellement ou en totalité issu de l’article de Wikipédia en allemand intitulé « Schwäbische Rezat » (voir la liste des auteurs).